# Lijst van nummer 1-hits in Australië in 2020
Deze hits stonden in 2020 op nummer 1 in de ARIA Charts, de bekendste hitlijst in Australië.
| Datum        | Artiest                       | Titel                            |
| ------------ | ----------------------------- | -------------------------------- |
| 5 januari    | Tones and I                   | Dance monkey                     |
| 12 januari   | Tones and I                   | Dance monkey                     |
| 19 januari   | Tones and I                   | Dance monkey                     |
| 26 januari   | The Weeknd                    | Blinding lights                  |
| 2 februari   | The Weeknd                    | Blinding lights                  |
| 9 februari   | The Weeknd                    | Blinding lights                  |
| 16 februari  | The Weeknd                    | Blinding lights                  |
| 23 februari  | The Weeknd                    | Blinding lights                  |
| 1 maart      | The Weeknd                    | Blinding lights                  |
| 8 maart      | The Weeknd                    | Blinding lights                  |
| 15 maart     | The Weeknd                    | Blinding lights                  |
| 22 maart     | The Weeknd                    | Blinding lights                  |
| 29 maart     | The Weeknd                    | Blinding lights                  |
| 5 april      | SAINt JHN                     | Roses                            |
| 12 april     | SAINt JHN                     | Roses                            |
| 19 april     | The Weeknd                    | Blinding lights                  |
| 26 april     | SAINt JHN                     | Roses                            |
| 3 mei        | SAINt JHN                     | Roses                            |
| 10 mei       | SAINt JHN                     | Roses                            |
| 17 mei       | SAINt JHN                     | Roses                            |
| 24 mei       | DaBaby & Roddy Ricch          | Rockstar                         |
| 31 mei       | DaBaby & Roddy Ricch          | Rockstar                         |
| 7 juni       | DaBaby & Roddy Ricch          | Rockstar                         |
| 14 juni      | DaBaby & Roddy Ricch          | Rockstar                         |
| 21 juni      | DaBaby & Roddy Ricch          | Rockstar                         |
| 28 juni      | DaBaby & Roddy Ricch          | Rockstar                         |
| 5 juli       | Jawsh 685 & Jason Derulo      | Savage love (Laxed - siren beat) |
| 12 juli      | Jawsh 685 & Jason Derulo      | Savage love (Laxed - siren beat) |
| 19 juli      | Jawsh 685 & Jason Derulo      | Savage love (Laxed - siren beat) |
| 26 juli      | Jawsh 685 & Jason Derulo      | Savage love (Laxed - siren beat) |
| 2 augustus   | Taylor Swift                  | Cardigan                         |
| 9 augustus   | Jawsh 685 & Jason Derulo      | Savage love (Laxed - siren beat) |
| 16 augustus  | Jawsh 685 & Jason Derulo      | Savage love (Laxed - siren beat) |
| 23 augustus  | Cardi B & Megan Thee Stallion | WAP                              |
| 30 augustus  | Cardi B & Megan Thee Stallion | WAP                              |
| 6 september  | Cardi B & Megan Thee Stallion | WAP                              |
| 13 september | Cardi B & Megan Thee Stallion | WAP                              |
| 20 september | Cardi B & Megan Thee Stallion | WAP                              |
| 27 september | Cardi B & Megan Thee Stallion | WAP                              |
| 4 oktober    | 24kGoldn & Iann Dior          | Mood                             |
| 11 oktober   | 24kGoldn & Iann Dior          | Mood                             |
| 18 oktober   | 24kGoldn & Iann Dior          | Mood                             |
| 25 oktober   | 24kGoldn & Iann Dior          | Mood                             |
| 1 november   | Ariana Grande                 | Positions                        |
| 8 november   | Ariana Grande                 | Positions                        |
| 15 november  | 24kGoldn & Iann Dior          | Mood                             |
| 22 november  | 24kGoldn & Iann Dior          | Mood                             |
| 29 november  | 24kGoldn & Iann Dior          | Mood                             |
| 6 december   | 24kGoldn & Iann Dior          | Mood                             |
| 13 december  | 24kGoldn & Iann Dior          | Mood                             |
| 20 december  | Taylor Swift                  | Willow                           |
| 27 december  | Mariah Carey                  | All I want for Christmas is you  |